# M19-es autóút (Magyarország)
Az M19-es autóút az 1-es utat (Győrszentiván) köti össze az M1-es autópályával.

## Története
Az M1 autópálya eredetileg északról, a Szigetközön át kerülte volna el Győrt, ezért az M1 félautópálya az 1-es főúthoz Győrtől északra csatlakozott. Később a környezetvédelmi szempontok figyelembe vételével módosult az autópálya nyomvonala. A sztráda 1994-ben átadott folytatása a várost már délről kerülte ki. A felhagyott félautópálya szakasz 19-es számú főútként üzemelt tovább, irányonként egy forgalmi sávval megtartva a félautópálya jelleget. Az út 2007-ben újból autóúti jelzést kapott M19 jelöléssel.

## Fenntartása
Az autópálya üzemeltetése és fenntartása az Állami Autópálya Kezelő Rt. feladata. Ez a tevékenység az autópálya-mérnökség feladata.

## Díjfizetés
Az útdíjrendelet 2015. január 1-i módosítása értelmében az M19-es autóút használata teljes hosszában díjköteles. Ma országos matricával vagy az alábbi vármegyei e-matricákkal vehető igénybe:
| Matrica típusa              | Használható szakasz                                      |
| --------------------------- | -------------------------------------------------------- |
| Győr-Moson-Sopron vármegyei | teljes hosszában (0 km – 10 km)                          |
| Komárom-Esztergom vármegyei | az M1-es autópálya és Győrszentiván között (0 km – 6 km) |

## Külső hivatkozások
- Nemzeti Infrastruktúra Fejlesztő Zrt.